# Matte box

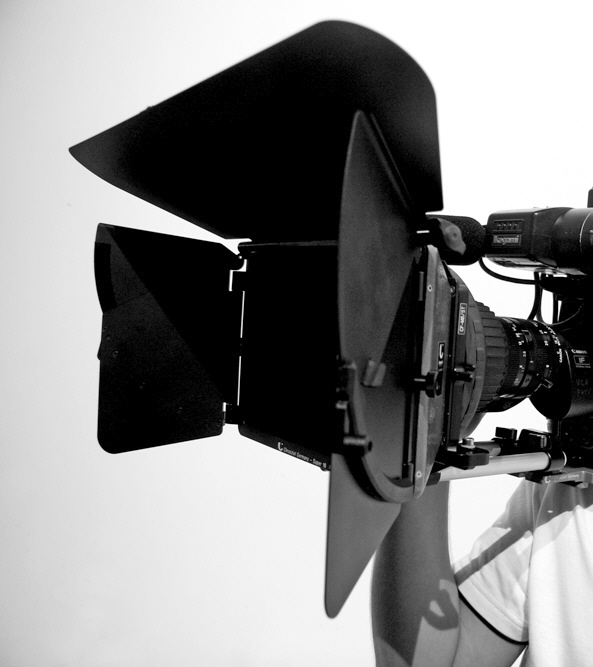
Matte Box sur caméra

Une matte box est un système de pare-soleil avancé pour caméra.

## Principe
Une matte box se compose d'un élément central se fixant sur rails, ou se vissant directement sur l'objectif. Il est équipé d'un porte filtres carrés de type Cokin, et de une à trois paires de charnières permettant la fixation de volets opaques mobiles.
On utilise une matte box en cas de tournages en extérieur, fort soleil de face ou latéral, contrejours, etc., en positionnant les volets mobiles, ou en studio, pour protéger l'objectif des parasites créés par les projecteurs.